# 台灣獨立革命武裝隊
台灣獨立革命武裝隊（1950年2月－1950年11月），台灣獨立運動團體之一。由史明、周浩、黃元、周慶安等人秘密組織，目的在刺殺中華民國總統蔣中正，尋求推翻從大陸來台的中華民國政府的機會。採取單線領導，由史明與周慶安分頭募集成員，組成兩班人馬。主要行動有二，第一，在台北士林、雙溪、菁礐，以及苗栗等地搜集並藏匿槍枝；第二，出入陽明山一帶，監視出入官邸的蔣介石。後來行動遭人查覺，成員遭到通緝而四處逃散，組織因而瓦解。

## 相關詞條
- 史明
- 白色恐怖
- 台灣獨立運動

## 外部連結
- 獨立台灣會官方網站：永遠的革命者：史明與獨立台灣會